# Just a Lil Bit
"Just a Lil Bit" é o terceiro single do segundo álbum de 50 Cent, The Massacre de 2005. A música é produzida por Scott Storch. O single alcançou o 3º lugar nos Estados Unidos. Também alcançou o 10º lugar no Reino Unido.

## Antecedentes
"Just a Lil Bit" estreou em # 69 na Billboard Hot 100 e alcançou a posição #3 no gráfico. A canção acabou sendo certificada pela Platina pela RIAA. The Game também usou o instrumental em sua música "300 Bars & Runnin", na qual ele zomba 50 Cent e outros membros da G-Unit. Ele também refez "Just a Lil Bit" como uma diss para 50 Cent.

## Videoclipe
O videoclipe é ambientado no Caribe e segue uma trama onde 50 Cent, como "El Jefe" (O Chefe) emprega três mulheres bonitas para enganar seus inimigos, 50 Cent deixa pra cada inimigo $50 centavos como sua marca. O vídeo também contém participações de alguns artistas da G-Unit.

## Posições em Paradas Musicais

### Certificações
| País           | Certificação |
| -------------- | ------------ |
| Austrália      | Ouro         |
| Estados Unidos | Platina      |